# Чечотт, Оттон Антонович
Оттон Антонович Чечотт (также: Чечёт, 9 октября 1842,  Могилевская губерния — 8 октября 1924, Варшава) — русский психиатр, главный врач Больницы св. Николая Чудотворца, организатор психиатрической службы Санкт-Петербурга, приват-доцент Военно-медицинской академии, профессор Психоневрологического института, первый председатель Кавказского горного общества (1902—1907).
Один из первых отечественных психиатров, получивших систематическое психиатрическое образование. Всю свою жизнь посвятил созданию психиатрической службы Санкт-Петербурга, фактически треть века возглавляя её (будучи главным врачом до 4 психиатрических больниц города одновременно).

## Биография
Польского происхождения. Родился 9 октября 1842 года в дворянской семье в местечке Прунст Могилёвской губернии. Его брат — музыкальный критик и композитор Виктор Антонович Чечотт.
Окончив в 1860 году Витебскую гимназию, поступил на медицинский факультет Московского университета. Однако в те годы в Москве не велось преподавания психиатрии, к которой проявлял интерес О. А. Чечотт и в 1863 году он перевёлся в петербургскую Императорскую медико-хирургическую академию, где ещё в 1857 году начала работу кафедра нервных и душевных болезней под руководством И. М. Балинского. По окончании академии в 1866 году он занял должность ординатора временной лечебницы для умалишённых при Исправительном заведении Санкт-Петербурга, возглавляемой П. А. Дюковым. В 1872 году лечебница была реорганизована в больницу св. Николая Чудотворца, заняв все здание Исправительного заведения. С 1881 по 1901 год он был сначала старшим, а затем главным врачом больницы. Оставил должность после побега из больницы Юзефа Пилсудского, в последующем возглавившего освободительное движение в Польше.
С 1876 по 1886 год преподавал нервные болезни сначала в должности ассистента, а затем приват-доцента на Женских врачебных курсах при Николаевском военном госпитале в Санкт-Петербурге. До 1917 года — приват-доцент кафедры нервных и душевных болезней Военно-медицинской академии. С 1908 по 1917 год — профессор кафедры психиатрии Психоневрологического института.
Общим собранием членов КГО 18 апреля 1902 года  он был избран первым председателем общества.
В 1922 году эмигрировал с семьей в Польшу.
Умер 8 октября 1924 года; похоронен в некрополе «Старые Повонзки» в Варшаве.

## Семья
Жена (с 13 июля 1866, Коломна, Московская губерния) — Чечотт Леонтина Казимировна (в девичестве Кукель; 1849—1920; похоронена в Старых Повонзках);
- Генрих (30.06.1875, Санкт-Петербург, Российская империя — 06.09.1928, Фрейберг, Германия), учёный в области обогащения полезных ископаемых, организатор горно-обогатительной промышленности в CCCP. Основатель Института механической обработки полезных ископаемых. После эмиграции в 1922 году преподавал в Краковской горной академии[4];
- Альберт (13.04.1873, Санкт-Петербург, Российская империя — 3.11.1955 Варшава, Польская народная республика), инженер, проектировщик паровозов, профессор Института инженеров путей сообщения;
- Мария (Мария Натали Агрипина; 1870—1935, Италия; похоронена в Старых Повонзках[3]), вышла замуж за инженера путей сообщения Варфоломея Поплавского.

## Общественная деятельность

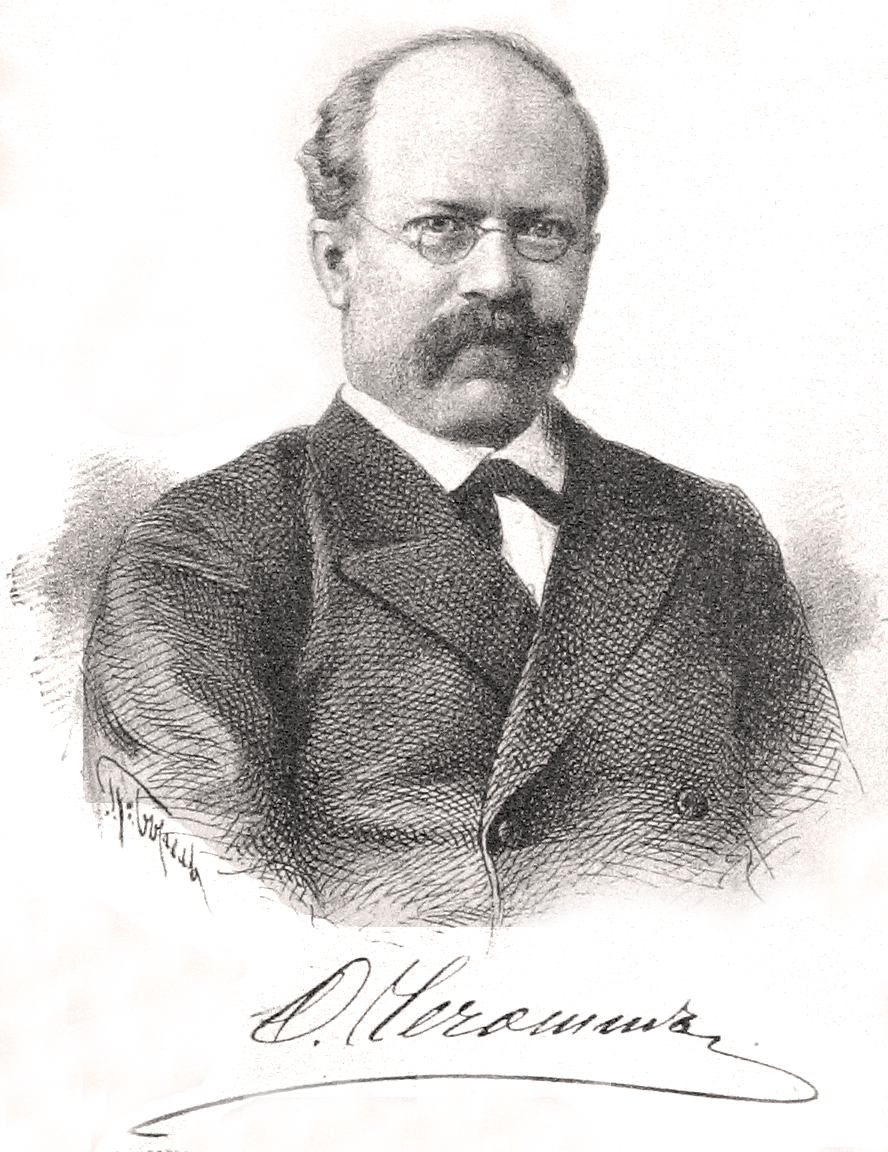

Избирался гласным Городской Думы Санкт-Петербурга.
Много лет возглавлял психиатрическое бюро больничной комиссии в Санкт-Петербурге.
Состоял в ряде обществ:
- Общество психиатров в Санкт-Петербурге (несколько лет избирался заместителем председателя)
- Общество практических врачей в Санкт-Петербурге (в течение года был председателем)
- Общество польских врачей в Санкт-Петербурге (несколько лет был председателем)
- Кавказское горное общество (один из организаторов, первый председатель)

## Известные ученики
- Кандинский, Виктор Хрисанфович
- Сикорский, Иван Алексеевич
- Попов, Николай Михайлович

## Список трудов
- К проекту устройства в Новознаменской даче колонии для умалишённых хроников. СПб., 1892. 21 с.
- К развитию призрения душевно-больных С.-Петербургским городским общественным управлением 1884—1912 г. СПб., 1914 [4] 291 с.
- О гальванизации симпатического нерва у человека и терапевтическом её значении. Дисс. СПб., 1876. [4] 136 c.
- Отчет о льготном лечении неимущих больных в Пятигорске в сезон 1902 года и некоторые рассуждения по этому поводу. Докл.общ. охр. нар. здравия СПб., 32 с.